# Kupusina, Apatin
Kupusina (izvirno srbsko Купусина) je naselje v Srbiji, ki upravno spada pod Občino Apatin; slednja pa je del Zahodnobačkega upravnega okraja.

## Demografija
V naselju živi 1935 polnoletnih prebivalcev, pri čemer je njihova povprečna starost 42,8 let (41,0 pri moških in 44,5 pri ženskah). Naselje ima 927 gospodinjstev, pri čemer je povprečno število članov na gospodinjstvo 2,54.
To naselje je v glavnem madžarsko (glede na rezultate popisa iz leta 2002), a v času zadnjih treh popisov je opazno zmanjšanje števila prebivalcev.
|  |

| Demografija | Demografija     | Demografija     |
| Leto        | Št. prebivalcev | Št. prebivalcev |
| ----------- | --------------- | --------------- |
|             |                 |                 |
|             |                 |                 |
|             |                 |                 |
|             |                 |                 |
| 1948        | 3200            |                 |
| 1953        | 3146            |                 |
| 1961        | 3133            |                 |
| 1971        | 3063            |                 |
| 1981        | 2694            |                 |
| 1991        | 2500            | 2392            |
| 2002        | 2498            | 2356            |
|             |                 |                 |

| Etnična sestava po popisu iz leta 2002 | Etnična sestava po popisu iz leta 2002 | Etnična sestava po popisu iz leta 2002 | Etnična sestava po popisu iz leta 2002 | Etnična sestava po popisu iz leta 2002 |
| -------------------------------------- | -------------------------------------- | -------------------------------------- | -------------------------------------- | -------------------------------------- |
| Madžari                                | Madžari                                |                                        | 1.857                                  | 78,82%                                 |
| Srbi                                   | Srbi                                   |                                        | 279                                    | 11,84%                                 |
| Hrvati                                 | Hrvati                                 |                                        | 45                                     | 1,91%                                  |
| Romi                                   | Romi                                   |                                        | 14                                     | 0,59%                                  |
| Bunjevci                               | Bunjevci                               |                                        | 12                                     | 0,50%                                  |
| Romuni                                 | Romuni                                 |                                        | 11                                     | 0,46%                                  |
| Jugoslovani                            | Jugoslovani                            |                                        | 8                                      | 0,33%                                  |
| Muslimani                              | Muslimani                              |                                        | 5                                      | 0,21%                                  |
| Slovenci                               | Slovenci                               |                                        | 3                                      | 0,12%                                  |
| Slovaki                                | Slovaki                                |                                        | 2                                      | 0,08%                                  |
| Črnogorci                              | Črnogorci                              |                                        | 1                                      | 0,04%                                  |
| Rusini                                 | Rusini                                 |                                        | 1                                      | 0,04%                                  |
| Nemci                                  | Nemci                                  |                                        | 1                                      | 0,04%                                  |
| Neznano                                | Neznano                                |                                        | 0                                      | 0,0%                                   |